# Late of the Pier
Late of the Pier est un groupe de dance-punk britannique, originaire de Castle Donington, en Angleterre. Il est constitué de quatre membres. Apprécié de la jeunesse anglaise, ils ont très vite été repérés après la parution de leur premier EP, arrivant même à classer un de leurs titres en « chanson de la semaine » dans le magazine NME.
Le leader Samuel Eastgate travaille aussi sur un projet parallèle, La Priest, dont le titre Engine est remixé par Erol Alkan et distribué par son label Phantasy Sound.

## Biographie

### Débuts (2001–2006)
Late of the Pier est formé en 2001 avec Samuel Eastgate, Andrew Faley à la base. Ross Dawson est là mais quelque peu dans l'ombre, une certaine « Ellie » est très proche aussi, d'ailleurs un groupe faillit être conçu en 2004 avec elle, Samuel Eastgate et Andrew Faley, mais c'est abandonné. Ils trouvent le nom, Late of the Pier, le plus simplement du monde, écrit sur une boîte à chaussures[réf. nécessaire]. Ils composent dès leurs débuts, VW est leur première composition qu'ils mettront un peu sur tous les futurs supports.
Même s'ils se connaissent tous depuis l'âge de cinq ans, le quatuor ne devient Late of the Pier qu'en 2005 quand Sam Potter les rejoint. Encore mineurs, ils découvrent les clubs et usent les pistes de danse, ils fréquentent surtout le Liars Club de Nottingham où ils assistent aux DJ set de Erol Alkan, de DJ Hell, aux lives de Bloc Party, Franz Ferdinand, Cut Copy, Art Brut et autres Scissor Sisters. C'est ainsi qu'ils s'éduquent à la musique et à la danse en partie. En mars 2006, c'est le premier vrai set qu'ils jouent devant un vrai public, une première apparition où d'emblée le groupe séduit les organisateurs et le public. Dans la foulée ils se produisent quelques soirs pour une série de concerts à Londres.

### Premiers albums (2007)
Au début de 2007, ils proposent sur Internet de télécharger gratuitement l'EP Zarcorp Demo, et sortent en mars le premier single, Space and the Woods, chez WayOutWest Records, limité à 500 exemplaires seulement, qui s'épuise très vite. Le second single, Bathroom Gurgle (produit par Erol Alkan), subira le même sort chez Moshi Moshi Records en septembre. Ce titre, à sa sortie, sera « single de la semaine » du magazine anglais NME, ce qui les fera connaître d'un plus grand nombre de personnes mais les 500 exemplaires du single sont déjà épuisés, il y a comme une certaine frustration de ne pouvoir se procurer le morceau d'aucune manière matérielle.
Vers cette période, ils décident de créer leur propre label ZarCorp, via Parlophone, parce qu'ils affirment qu'ils se connaissent bien mieux que les labels, qu'ils savent parfaitement comment ils veulent être perçus même si c'est au détriment des ventes. Sam Potter ira jusqu'à dire que les labels sont des « bâtards ».  Ils sortent ainsi, sous leur label, The Bears are Coming uniquement en version 12″ et version numérique, le 7″ sera disponible uniquement pour la tournée de février 2008 avec une version démo de Piss Hands en face B. Le double face A Space and the Woods et Focker qui suit, présente ces titres avec de nouveaux arrangements.
Ils ouvrent la saison 2007 du Carling Weekend de NME/Radio One Stage, et ont fait les premières partie de Hadouken!, Soulwax, Justice, U.N.K.L.E. et Kaiser Chiefs. Ils jouent aussi dans divers festivals, y compris ceux appelés les Underage Festivals (festival sans alcool pour les 14-18 ans, interdit aux majeurs).

### Fantasy Black Channel(depuis 2008)
Et le 25 août, c'est enfin le premier album studio, Fantasy Black Channel, qu'ils ont eu tant de mal à sortir pour diverses raisons dont le fait qu'ils expérimentaient tout le temps des sons pendant l'enregistrement. Ils qualifient ironiquement cet album tantôt comme le « best of des cinq dernières années » ou comme « le best-of de notre enfance » ou encore « le best-of de Late of the Pier qui essaient d’écrire des chansons ». Le titre de l'album est « l’idée d’un écran de télévision vide, qui encourage l’imagination » selon Andrew. L'album est produit et mixé par Erol Alkan excepté Space And The Woods et Heartbeat qui eux sont mixés par Cenzo Townshend (les « Cenzo Townshend Mix » sont les versions album et single). L'album atteint la 25e place des classements britanniques.

## Style musical
Late of the Pier est souvent comparé à des courants tels que ceux de Gary Numan, Brian Eno, Frank Zappa, Stephen Dubrich, Bill Nelson de Be Bop Deluxe et des plus contemporains Metronomy et Klaxons, principalement dû à la prédominance de synthétiseurs dans leur musique. Mais ils se défendent d'appartenir à la mouvance new rave, qui leur colle à la peau, ils se trouvent plus « profond ». Pour le quatuor, leur musique est : « intéressante, réactionnaire, riot punk, provocatrice, sans merci, guttural, couillue » avant d'ajouter « On ne sait pas vraiment. Les gens se donnent déjà assez de mal pour décrire notre musique. Alors on ne le fait pas. On l’aime juste. »

## Membres
- Samuel Eastgate (Samuel Dust)
- Andrew Faley (Francis Dudley Dance)
- Sam Potter (Jack Paradise)
- Ross Dawson (Red Dog Consuela)

## Clips
- 2007 :  Bathroom Gurgle (réalisé par Daniel Brereton)
- 2008 :  The Bears Are Coming (réalisé par Saam Farahmand)
- 2008 : Space and the Woods (réalisé par Ian Emes ; ils ont travaillé avec le graphiste qui faisait toutes les illustrations des Pink Floyd mais la maison de disques ne leur a laissé que deux semaines pour réaliser les animations, le résultat est horrible selon Andrew Faley)
- 2008 : Focker (réalisé par Daniel Brereton ; « Le clip de Focker est le meilleur, c'est la vidéo qui correspond le plus à notre esprit » dixit Ross Dawson)
- 2008 : Heartbeat (MEGAFORCE)